# Wörterbuchnetz

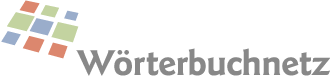
Logo des Wörterbuchnetzes

Das Wörterbuchnetz ist ein digitaler Verbund von Wörterbüchern, Lexika und Enzyklopädien mehrerer Sprachen. Er umfasst Werke vor allem in deutscher Sprache, einschließlich des Alt- und Mittelhochdeutschen, verschiedener deutscher Mundarten sowie des Luxemburgischen, außerdem des Mittellateinischen. Darunter befinden sich auch so bekannte Werke wie das Deutsche Wörterbuch von Jacob Grimm und Wilhelm Grimm, Meyers Großes Konversationslexikon (6. Auflage, 1905–1909) oder die Oekonomisch-technologische Encyklopädie von Johann Georg Krünitz.
Träger ist das Kompetenzzentrum – Trier Center for Digital Humanities, eine zentrale wissenschaftliche Einrichtung der Universität Trier. Das Projekt begann im Jahre 1998. Partner des Verbunds sind Akademien (Bayerische Akademie der Wissenschaften, Berlin-Brandenburgische Akademie der Wissenschaften, Akademie der Wissenschaften zu Göttingen, Heidelberger Akademie der Wissenschaften, Akademie der Wissenschaften und der Literatur), die Universitätsbibliothek Trier, die Universität Luxemburg, der Forschungsverbund TextGrid, die Verlage S. Hirzel, Kohlhammer, Zweitausendeins sowie die Volltextbibliothek Zeno.org.

Auf der Website des Kompetenzzentrums wird der Nutzen des Wörterbuchnetzes wie folgt beschrieben: 

„Digitale Nachschlagewerke sind, wie auch ihre gedruckten Entsprechungen, auf vielfältige Art aufeinander bezogen und damit in gewisser Weise implizit „vernetzt“; eine übergreifende, integrierte Recherche ist jedoch wegen der Unterschiede in der Anlage, Anordnung und Struktur der einzelnen Werke auch im digitalen Medium nicht ohne Weiteres möglich. Nachschlagewerke, die durch inhaltlich-strukturelles Markup in standardisierte und damit vergleichbar gemachte Informationseinheiten gegliedert und durch Metadaten angereichert sind, machen jedoch die impliziten Vernetzungen explizit. Dadurch kann eine neue Qualität der Informationsgewinnung erreicht und die Lücke zwischen der schwerfälligen Benutzbarkeit und eingeschränkten Verfügbarkeit der Buchversionen einerseits und der fehlenden Systematik und Beliebigkeit der Information in gewöhnlichen Internetsuchmaschinen andererseits geschlossen werden …“

Das Wörterbuchnetz ermöglicht es, die Bedeutung unbekannter Begriffe aus Texten der Vergangenheit mit einer einzigen Abfrage in mehreren elektronischen Wörterbüchern zu klären. Es ist damit auch ein Hilfsmittel der Paläografie, wenn zu transkribierende Texte unbekannte Wörter enthalten. Beispielsweise wird das Suchwort attrapieren im Wörterbuch der deutsch-lothringischen Mundarten, im Pfälzischen, im Rheinischen, im Südhessischen, im Bayerischen Wörterbuch sowie im Wörterbuch der bairischen Mundarten in Österreich erläutert.